# Tiburio

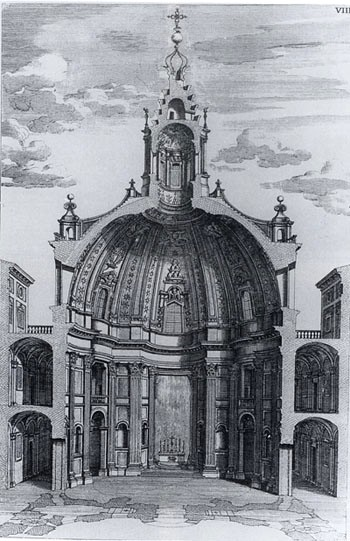
Sezione della chiesa di Sant'Ivo alla Sapienza a Roma: il tiburio nasconde esternamente la cupola entro una complessa forma cilindrica

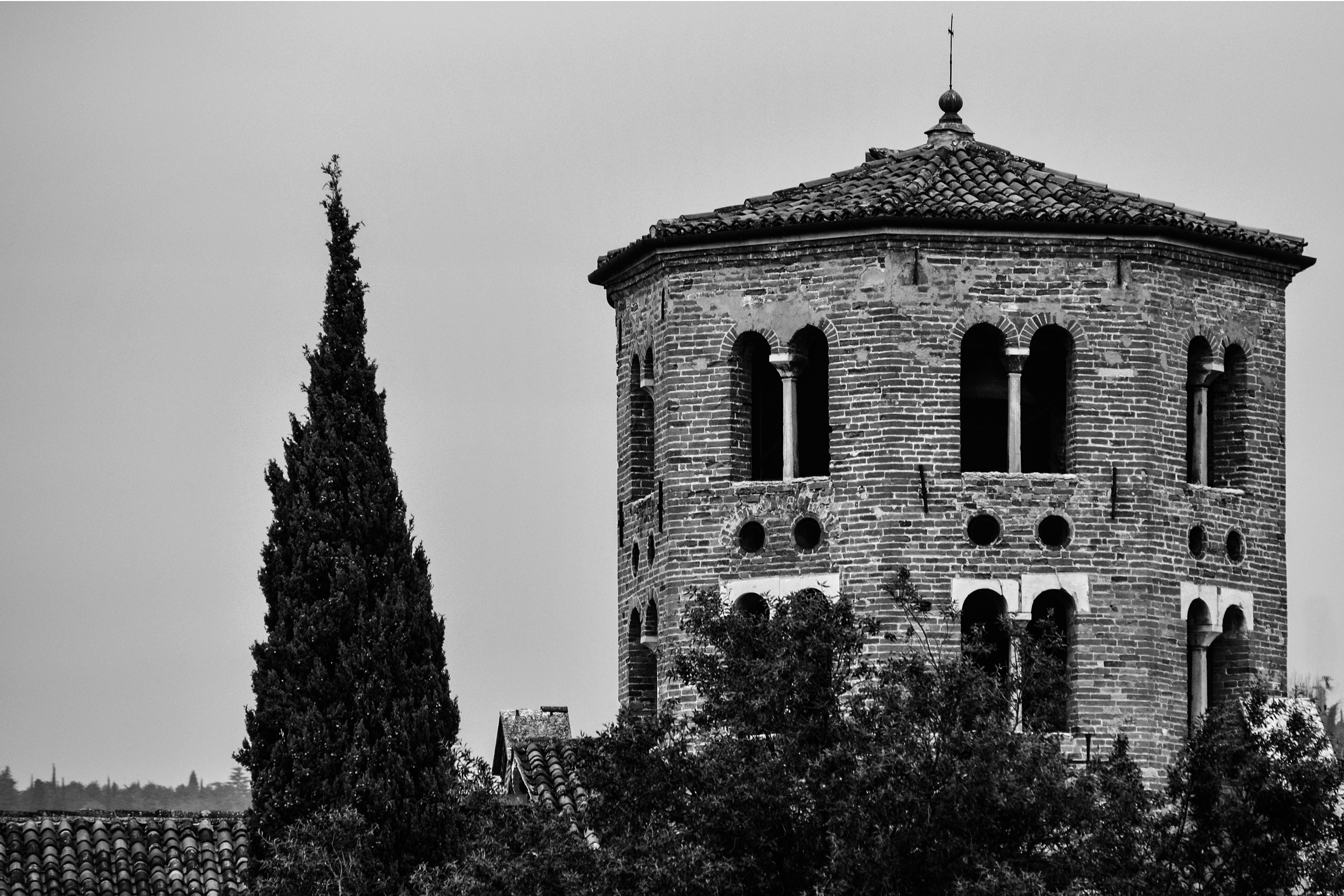
Tiburio della chiesa di Santo Stefano a Verona.

Il tiburio è un elemento architettonico  che racchiude al suo interno una cupola proteggendola. Può assumere svariate forme, come quella cilindrica, cubica, parallelepipeda o prismatica, a seconda che la cupola abbia pianta poligonale o circolare. Generalmente è costituito da un tetto a spioventi chiuso in sommità da una lanterna.
Il tiburio fu usato con frequenza nell'architettura sacra bizantina, romanica e gotica e in edifici rinascimentali.
Tiburi sono presenti ad esempio nell'abbazia di Chiaravalle, nella chiesa di Santa Maria delle Grazie, nella chiesa di Santa Maria presso San Satiro, nella basilica di Sant'Ambrogio e nel Duomo a Milano, nella basilica della Santissima Annunziata (di Leon Battista Alberti) a Firenze, nella basilica di Sant'Andrea di Vercelli, nel Duomo di Pavia, nella chiesa di Santo Stefano a Verona, nel battistero di San Giovanni a Firenze, nella Cattedrale di Santa Maria Assunta a Cosenza, nella basilica di San Vitale a Ravenna, nella Chiesa di San Floriano a Jesi e nella chiesa di Sant'Ivo alla Sapienza (di Francesco Borromini) a Roma e anche nel Mausoleo di Galla Placidia, Ravenna e nella Chiesa di Santa Sofia a Benevento.
Da un punto di vista statico, il tiburio copre la cupola senza gravarvi.